# Método de factorización de Fermat

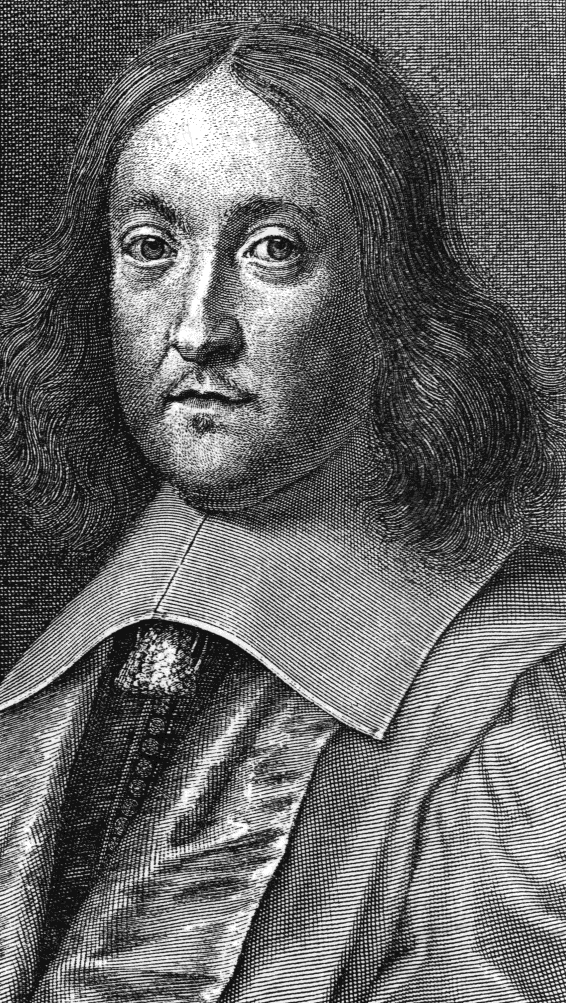
Pierre de Fermat

El método de factorización de Fermat se basa en la representación de un número real o un número complejo como la diferencia de dos cuadrados: 
{\displaystyle n=a^{2}-b^{2}}
Esa diferencia se puede factorizar algebraicamente como {\displaystyle (a+b)(a-b)}; si ninguno de esos factores es igual a 1, se trata de una factorización propia de {\displaystyle n}.
Todo número impar se puede representar de esta manera. En efecto, si {\displaystyle n=cd} es una factorización de {\displaystyle n}, entonces: 
{\displaystyle n=\left({\frac {c+d}{2}}\right)^{2}-\left({\frac {c-d}{2}}\right)^{2}}
Como {\displaystyle n} es impar, {\displaystyle c} y {\displaystyle d} también son impares, por lo que su semisuma y semidiferencia son ambos enteros. (Un múltiplo de cuatro también es una diferencia de cuadrados: en ese caso se pueden plantear {\displaystyle c} y {\displaystyle d}como números pares.)
En su forma más simple, el método de Fermat puede ser incluso más lento que el de división por tentativa en el peor de los casos. Sin embargo, la combinación de división por tentativa y el método de Fermat es más efectivo que el uso exclusivo de uno de ellos.

## Método básico
Se van tomando varios valores de {\displaystyle a}, con la esperanza de que {\displaystyle a^{2}-n=b^{2}} sea un cuadrado.
| Algoritmo Factorización de Fermat |
| Entrada: Un número natural impar {\displaystyle n}. Salida : Un factor del número {\displaystyle n}. 1. A ← ⌈√n⌉ // ⌈.⌉ indica la función techo 2. Bcuad ← A×A - n 3. Mientras Bcuad no sea un cuadrado haga lo siguiente: 1. A ← A + 1 2. Bcuad ← A×A - n // alternativamente: Bcuad ← Bcuad + 2×A + 1 4. Retorne A - √Bcuad // o A + √Bcuad |

Si {\displaystyle n} tiene más de dos factores primos, este procedimiento primero encuentra la factorización con el menor valor de {\displaystyle a} y {\displaystyle b}. Es decir, {\displaystyle a+b} es el menor factor mayor o igual que la raíz cuadrada de {\displaystyle n}. Por tanto, {\displaystyle \textstyle a-b={\frac {n}{a+b}}} es el mayor factor menor o igual que {\displaystyle {\sqrt {n}}}. Si el procedimiento devuelve {\displaystyle n=1\cdot n}, entonces {\displaystyle n} debe ser primo.
Para {\displaystyle n=cd}, sea {\displaystyle c} el mayor factor menor que la raíz. {\displaystyle \textstyle a={\frac {c+d}{2}}}, por tanto, el número de pasos requeridos es aproximadamente:
{\displaystyle {\frac {c+d}{2}}-{\sqrt {n}}={\frac {\left({\sqrt {d}}-{\sqrt {c}}\right)^{2}}{2}}={\frac {({\sqrt {n}}-c)^{2}}{2c}}}.
Si {\displaystyle n} es primo (es decir, {\displaystyle c=1}), ¡hacen falta {\displaystyle O(n)} pasos!. Esta es desde luego una mala forma de demostrar la primalidad de un número. Pero si {\displaystyle n} tiene un factor próximo a su raíz cuadrada, el método funciona rápidamente. Concretamente, si {\displaystyle c} difiere de {\displaystyle {\sqrt {n}}} en menos de {\displaystyle {\left(4n\right)}^{1/4}}, entonces el método solo necesita un paso, y esto es independiente del tamaño de {\displaystyle n}.

### Ejemplo
Tómese el número {\displaystyle n=5959} para realizar su factorización, se procede así:
| A:     | 78  | 79  | 80  |
| Bcuad: | 125 | 282 | 441 |

El tercer intento produce un cuadrado. {\displaystyle A=80}, {\displaystyle B=21}, y los factores son {\displaystyle A-B=59} y {\displaystyle A+B=101}.

## Factorización de Fermat y división por tentativa
Intentemos factorizar el número primo {\displaystyle n=2345678917}, pero también calcular y {\displaystyle a-b}. Empezando por {\displaystyle {\sqrt {n}}} y subiendo desde ahí, quedan así tabulados los datos:
| A:     | 48433   | 48434   | 48435   | 48436   |
| Bcuad: | 76572   | 173439  | 270308  | 367179  |
| B:     | 276,7   | 416,5   | 519,9   | 605,9   |
| A-B:   | 48156,3 | 48017,5 | 47915,1 | 47830,1 |

En la práctica, se puede ignorar la última fila hasta que {\displaystyle b} sea un número entero. Pero cabe observar que si {\displaystyle n} tuviera un factor menor que su raíz pero mayor que {\displaystyle A-B=47830,1}, el método de Fermat ya lo habría encontrado.
La división por tentativa normalmente tendría que seguir hasta el mayor primo menor que {\displaystyle 48432}; pero tras solo cuatro pasos con el método de Fermat, basta intentarlo hasta {\displaystyle 47830} para encontrar un factor o determinar la primalidad.
Esto sugiere la implementación de un método que combine los ya descritos. Basta tomar una cota {\displaystyle c>{\sqrt {n}}} y usar Fermat para los factores comprendidos entre {\displaystyle {\sqrt {n}}} y {\displaystyle c}. Esto deja una cota para la división por tentativa de {\displaystyle c-{\sqrt {c^{2}-n}}}. En el ejemplo anterior, con {\displaystyle c=48436} la cota para la división por tentativa es {\displaystyle 47830}. Otra opción razonable sería {\displaystyle c=55000}, que deja una cota de {\displaystyle 28937}.
Siguiendo con el método de Fermat, se obtiene un rendimiento cada vez menor. Así, normalmente uno pararía antes de llegar a este punto:
| A:     | 60001      | 60002      |
| Bcuad: | 1254441084 | 1254561087 |
| B:     | 35418,1    | 35419,8    |
| A-B:   | 24582,9    | 24582,2    |

## Mejoras del algoritmo

### Mejora del cribado
No es necesario computar todas las raíces cuadradas de los {\displaystyle a^{2}-n}, ni siquiera todos los valores de {\displaystyle a}. Por ejemplo, aquí se presenta de nuevo la tabla para {\displaystyle n=2345678917}:
| A:     | 48433 | 48434  | 48435  | 48436  |
| Bcuad: | 76572 | 173439 | 270308 | 367179 |
| B:     | 276,7 | 416,5  | 519,9  | 605,9  |

Se puede ver rápidamente que ninguno de estos valores de Bcuad es un cuadrado. Los cuadrados son congruentes con 0, 1, 4, 5, 9 o 16 módulo 20. Los valores se repiten con cada aumento de {\displaystyle a} en 10 unidades. En este ejemplo, {\displaystyle a^{2}-n} produce 3, 4, 7, 8, 12 y 19 módulo 20 para estos valores. De ahí se deduce que solo el 4 de esta lista puede corresponder a un cuadrado. Por tanto, {\displaystyle a^{2}} debe ser 1 mód 20, lo que implica que {\displaystyle a} es 1 o 9 mód 10; esto dará lugar a un Bcuad congruente con 4 mód 20, y si Bcuad es cuadrado, {\displaystyle b} acabará en 2 u 8 mód 10.
Este proceso se puede realizar con cualquier módulo. Con el mismo {\displaystyle n=2345678917},
| módulo 16: | Los cuadrados son                            | 0, 1, 4 o 9     |
|            | n mód 16 es                                  | 5               |
|            | así que {\displaystyle a^{2}} solo puede ser | 9               |
|            | y {\displaystyle a} debe ser                 | 3 o 5 módulo 16 |
| módulo 9:  | Los cuadrados son                            | 0, 1, 4 o 7     |
|            | n mód 9 es                                   | 7               |
|            | así que {\displaystyle a^{2}} solo puede ser | 7               |
|            | y {\displaystyle a} debe ser                 | 4 o 5 módulo 9  |

Generalmente se toma una potencia de un primo distinto para cada módulo.
Dada una sucesión de valores de a (inicial, final y el "paso") y un módulo, se puede proceder así:
Criba_Fermat(n, Aini, Afin, Apaso, Módulo)
A ← Aini
hacer Módulo veces:
Bcuad ← A×A - n
si Bcuad es cuadrado, módulo Módulo:
Criba_Fermat(n, A, Afin, Apaso × Módulo, Siguiente_Módulo)
fin si
A ← A + Apaso
fin hacer
Pero se puede detener la recursión cuando quedan pocos valores de a, es decir, cuando (Afin-Aini)/Apaso es pequeño. Además, como el tamaño del paso de a' es constante, se pueden computar los sucesivos Bcuad mediante sumas.

### Mejoras por uso de multiplicador
El método de Fermat funciona de forma óptima cuando hay un factor cercano a la raíz cuadrada de n. A lo mejor se puede favorecer que así sea.
Si se conoce la razón aproximada de dos factores ({\displaystyle {\tfrac {d}{c}}}), entonces se puede escoger un número racional {\displaystyle {\tfrac {v}{u}}} próximo a ese valor. {\displaystyle nuv=cv\cdot du}, quedando dos factores próximos que el método de Fermat, aplicado a nuv, hallará rápidamente. Entonces {\displaystyle \mathrm {mcd} (n,cv)=c} y {\displaystyle \mathrm {mcd} (n,du)=d}. (A menos que c divida a u o d divida a v.)
En general, no se conoce esa razón, pero se puede probar con diversos valores {\displaystyle {\tfrac {u}{v}}}, y tratar de factorizar cada nuv que surja. R. Lehman ideó una forma sistemática de hacer esto, de forma que la combinación de Fermat y la división por tentativa factorice n en {\displaystyle O(n^{1/3})}.

## Otras mejoras
La idea fundamental del método de Fermat es la base de la criba cuadrática y la criba generalizada sobre el cuerpo de los números (general number field sieve), los algoritmos mejor conocidos para la factorización de semiprimos grandes "en el peor de los casos". La principal mejora de la criba cuadrática sobre la factorización de Fermat es que, en lugar de buscar un cuadrado en la sucesión de a2−n, lo que hace es hallar un subconjunto de elementos de esta sucesión cuyo producto es un cuadrado, y lo hace de forma muy eficiente. El resultado final es el mismo: una diferencia de cuadrados mód n que, si no es trivial, puede emplearse para factorizar n.